# Николаево (област Габрово)
Вижте пояснителната страница за други значения на Николаево.
Николаево е село в Северна България. То се намира в община Трявна, област Габрово.

## География
Село Николаево се намира в планински район на главния път между Трявна и Габрово. В Николаево се пресичат три от старите коларски пътища (понастоящем пътеки), които свързват северна и южна България. На 20 километра югозападно по билото на Стара планина (с около 100 м над надморското равнище на селото) се намира връх Шипка. Старите хора разказват как техните деди са ходили пеша на училище в Боженци по пряка пътека от местността Сечен Камък.

## История
Николаево се сдобива с настоящото си име след Освобождението 1878 г. По време на Османската империя селото дълго време се нарича Дупините.

## Културни и природни забележителности
Николаево е известно с хайдушките дружини които са се подвизавали в този район. Днес селото няма училище, църква или дори магазин. Все още е запазена къщата, където Васил Левски е отсядал за почивка и срещи с революционери при дългите си пътувания из страната. Известен е лековития извор между двата високи бряста в края на селото, за който се говори, че спомага за плодовитост, бъбречни проблеми и други заболявания.